# 蘇一仲
蘇一仲（1941年6月25日－，英文名：Antonio），臺灣商人，畢業於國立政治大學外交系、美國聖瑪琍大學企管碩士，目前是國立政治大學世界校友總會創會副總會長，曾協助大同公司到美國創立分公司，1987年回台擔任家族企業和泰興業總經理，1992年接下日本大金工業台灣總代理，除自己擔任商品廣告代言人外，連一雙女兒也一起加入代言。工作之餘他是位業餘魔術師，在73歲高齡時投入藝術創作，是一位高產量的藝術家，平日也喜歡練習聲樂歌唱，創立了臺北市美好人生協會。
蘇一仲於2010年擔任國際扶輪3,520地區地區總監，現任和泰興業董事長、和泰汽車常務董事、國瑞汽車董事。他認為有滿意的員工才會有滿意的顧客，因擔心同仁的退休經濟生活，2019年幫公司每位同仁規劃團體年金保單，照顧員工退休生活。

## 扶輪經歷
- 1993年12月30日　加入台北市士林扶輪社
- 2010－2011　擔任國際扶輪3,520地區地區總監
- 2012－2013　地區訓練師扶輪基金會台灣、香港、澳門永久基金委員會委員
- 2011－2014　國際扶輪3,520地區10B地帶終結小兒麻痺協調人[9]。

## 著作
- 《人生總有酸甜苦辣：50則心靈浮世繪送給為人生打拚的你》，商周出版，2015年1月出版，ISBN 978-9862727324
- 《魔術董事長：要最好，你非變不可！》，美商麥格羅希爾國際股份有限公司台灣分公司，2016年6月出版，ISBN 978-9863412465

## 外部連結
- . 聯合新聞網. 2019-12-09  [2019-12-11]. （原始内容存档于2019-12-11）.
- 勵心如. . 今周刊. 2018-03-01  [2018-10-28]. （原始内容存档于2019-06-11）.
- 學習換位思考　蘇一仲董事長暢談人生四業
- 專訪國際扶輪3520地區總監蘇一仲 （页面存档备份，存于）
- 蘇一仲︰妻兒在國外 自喻孤單老人 （页面存档备份，存于）
- 永遠走在時代尖端，創造自己的與眾不同 （页面存档备份，存于）